# تعدين الغرف والأعمدة

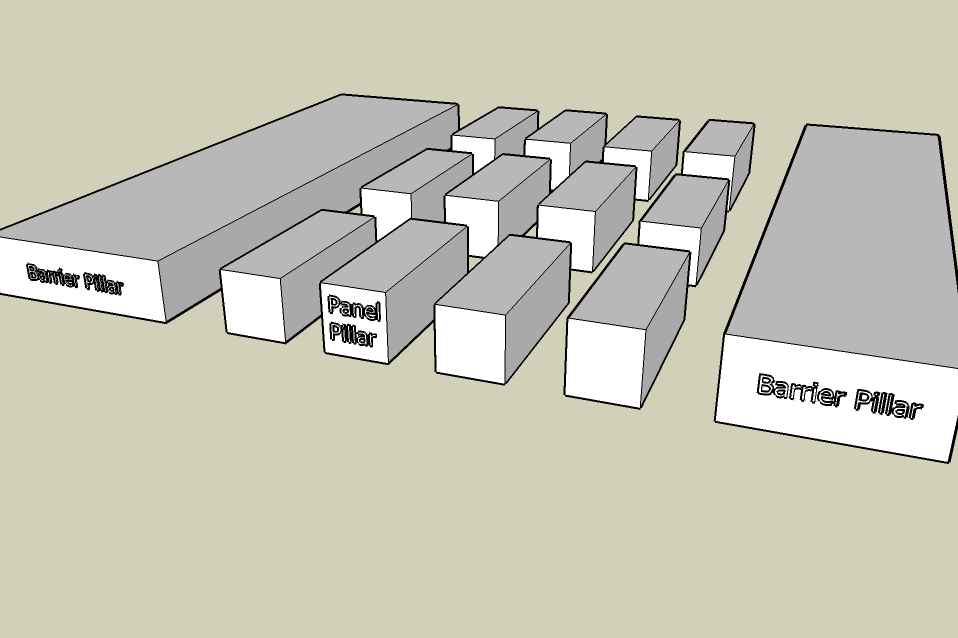
صورة توضح نموذج لتعدين الغرف والأعمدة

تعدين الغرف والأعمدة  هو أسلوب من أساليب التعدين الذي تستخرج فيه الخامات بشكل عرضاني أفقي على السطح بحيث تتشكل مجموعات من الغرف والأعمدة. يعتمد هذا الأسلوب في التعدين على حفر جزء من الموقع للحصول على فراغ (غرفة) يحدد أبعاده من دعامات (أعمدة) من الخامة، والتي تقوم بدعم الغطاء الفوقي السطحي؛ ويستلزم إجراء حسابات دقيقة من أجل تأمين سلامة الموقع من الانهيار.
يستخدم هذا الأسلوب في تعدين الفحم والجص، وكذلك في تعدين خام الحديد، واليورانيوم.